# Brödraförsamlingen (anabaptister)
Brödraförsamlingen var ett anabaptistsamfund, grundat i Danmark (1876) och i Sverige (1885) av den danske predikanten Christian Hope. Den betecknas också som mennonitiska Brödrakyrkan.
Samfundet hade sitt ursprung i radikal-pietistiska och mennonitiska Schwarzenau Brethren och mottog stöd från Church of the Brethren i USA. Den förblev dock en mycket liten kyrka, 1929 hade man fem församlingar i Malmö, Vannaberga (Vanneberga i Vinslöv), Kävlinge, Simrishamn och Olseröd med sammanlagt omkring 175 medlemmar. År 1946 hade man omkring 200 medlemmar. Medlemmarna kom övervägande från Skåne och Småland. Därtill kom två församlingar under namnet "Den amerikanske Brødremenighed" i Thy (Hørdum, som senare flyttade til Bedsted) och Vendsyssel (etablerad 6 maj 1876 i Hjørring) i Danmark. Församlingens första svenska missionshus uppfördes omkring 1888 i Limhamn. Från 1902 utgav man Evangelii budbärare. År 1923 byggde församlingen en egen kyrka (Betesda) vid Spångatan i Malmö. Kyrkobyggnaden såldes senare till Frälsningsarmén. År 1947 upphörde missionsarbetet, men fördes till del vidare av frikyrkan Christi Menighed i Köpenhamn.